# 日産専用船
日産専用船株式会社（にっさんせんようせん）は東京都千代田区内幸町一丁目に本社を置き、自動車や建設機械など自走貨物の海上輸送を専門に扱う外航海運会社。1965年、日本初の自動車運搬船を運用する会社として日産自動車の出資により設立された。
以前は日産自動車の連結子会社（商船三井の持分法適用会社）であったが、2009年9月に商船三井が日産専用船の株式の一部を日産自動車から取得し、商船三井の連結子会社となった。
ノルウェー船社のホーグ・オートライナーズ (Höegh Autoliners) と業務提携を結んでいる。
自動車専用船を18隻運航(2008年12月現在)しており、日産車の他にルノー車、SUBARU車、韓国の韓国GM車など、米国・欧州等の他メーカー向けの自動車輸送も手掛けている。

## 事業所
- 本社 - 東京都千代田区内幸町一丁目2番2号
- 国内事務所
  - 本牧事務所 - 横浜市中区
    - 追浜支所 - 神奈川県横須賀市

  - 九州事務所 - 福岡県京都郡苅田町
- 海外事務所
  - アムステルダム
  - ニューカッスル・アポン・タイン
  - バルセロナ
  - バンコク
  - ロサンゼルス